# Ернст Кордес
Ернст Кордес (нім. Ernst Cordes; 26 червня 1913, Гаген — 6 квітня 1945, Ла-Манш) — німецький офіцер-підводник, капітан-лейтенант крігсмаріне. Кавалер Німецького хреста в золоті.

## Біографія
В 1934 році вступив на флот. Служив на борту навчального вітрильника «Горх Фок», лінкорі «Шлезвіг-Гольштейн» і есмінці «Теодор Рігель». З травня 1940 року — 2-й вахтовий офіцер підводного човна U-123, з квітня 1941 року — U-103. В червні-серпні 1941 року пройшов курс командира човна. З 25 серпня 1941 по 15 липня 1942 — командир U-560, після чого служив офіцером зв'язку при командирі авіаційного командування «Атлантика». З 13 березня 1943 року — командир підводного човна U-763, з 1 листопада 1944 року — U-1195. 25 лютого 1945 року вийшов у свій останній похід. 6 квітня U-1195 був виявлений південно-східніше острову Вайт британським есмінцем «Вотчмен», який атакував ворожий підводний човен реактивною установкою «Хеджхог». 18 членів екіпажу були врятовані, 32 (включаючи Кордеса) загинули.
Всього за час бойових дій потопив 3 кораблі загальною водотоннажністю 20 541 тонну. Окрім цього, під час першого походу на U-763 (14 грудня 1943 — 7 лютого 1944) були збиті 2 літаки.
| Дата            | Назва корабля | Тип                  | Тоннаж | Вантаж         | Екіпаж | Загинули | Країна             | Конвой  |
| --------------- | ------------- | -------------------- | ------ | -------------- | ------ | -------- | ------------------ | ------- |
| 5 липня 1944    | Glendinning   | Торговий пароплав    | 1,927  | Баласт         | 33     | 4        | Британська імперія | FTC-27  |
| 21 березня 1945 | John R. Park  | Торговий пароплав    | 7,194  | Баласт (пісок) | 75     | 0        | США                | TBC-102 |
| 6 квітня 1945   | Cuba          | Військовий транспорт | 11,420 | Баласт         | 265    | 1        | Британська імперія | VWP-116 |

## Сім'я
7 березня 1942 року одружився з Ірмгард Фікенчер. 25 квітня 1944 року в пари народився син Гергардт.

## Звання
- Рекрут (1 грудня 1934)
- Морський оберартилерист (23 серпня 1935)
- Кандидат в офіцери (3 квітня 1936)
- Морський кадет (10 вересня 1936)
- Фенріх-цур-зее (1 травня 1937)
- Оберфенріх-цур-зее (1 липня 1938)
- Лейтенант-цур-зее (1 жовтня 1938)
- Оберлейтенант-цур-зее (1 жовтня 1940)
- Капітан-лейтенант (1 вересня 1943)

## Нагороди
- Медаль «За вислугу років у Вермахті» 4-го класу (4 роки)
- Залізний хрест
  - 2-го класу (24 жовтня 1940)
  - 1-го класу (14 липня 1941)
- Нагрудний знак підводника (29 листопада 1940)
- Німецький хрест в золоті (19 липня 1944)